# Przeciw Timarchosowi
Przeciw Timarchosowi stgr. Κατὰ Τιμάρχου (Katá Timárchou) – mowa sądowa autorstwa Ajschinesa wygłoszona przeciwko Timarchosowi. Ajschines oskarzał Timarchosa o to, że ten poddaje pod głosowanie na eklezji wnioski, nie mając po temu uprawnień. Uprawnienia te stracić miał prostytuując się w wieku młodzieńczym. 

## Tło polityczne
W połowie IV wieku p.n.e. Ateny znajdowały się w stanie wojny z Macedonią. Z jednej strony opowiedziały się po przeciwnej niż Filip II Macedoński stronie w wojnie świętej, z drugiej wspierały Związek Chalkidzki, w 349 roku p.n.e. zaatakowany przez Filipa. Król Macedonii w 348 roku p.n.e. zdobył Olint – główną polis Chalkidy, po czym zrównał miasto z ziemią. Do niewoli trafili ateńscy żołnierze, wysłani jako wsparcie chalkidzkim sprzymierzeńcom. W 347 roku p.n.e. Filip zaproponował Ateńczykom pokój, co, zaniepokojeni losem jeńców, byli skłonni rozważać. Na eklezji w 346 roku p.n.e. Filokrates zaproponował wysłanie dziesięciu posłów do Pelli, co też zgromadzenie zatwierdziło. W kilka tygodni po powrocie poselstwa eklezja zatwierdziła pokój i wysłała kolejne. W składzie obu poselstw znaleźli się Ajschines i Demostenes. Po powrocie z drugiego poselstwa, latem 346 roku p.n.e. między mówcami doszło do konfliktu. Demostenes zarzucił Ajschinesowi przyjęcie łapówki od Filipa II, w związku z czym polityk poszedł na znaczne ustępstwa wobec macedońskiego króla. Demostenes chciał, za pośrednictwem swojego poplecznika Timarchosa, oskarżyć Ajschinesa przed ateńskim sądem. Do ataku zamierzali wykorzystać procedurę składania sprawozdań – euthyna. Ajschines wstrzymał swój proces samemu oskarżając Timarchosa.

## Oskarżenie
Oskarżenie Ajschinesa opierało się na procedurze dokimasía tón rhetóron. Kwestionował on prawa Timarchosa do złożonego przez niego wniosku, ze względu na to, że podlegał on częściowej atimii. W swojej mowie Ajschines uzasadniał, że oskarżony stracił część praw obywatelskich poprzez oddawanie się prostytucji w wieku młodzieńczym. O ile zjawisko pederastii było w klasycznej Grecji nie tylko akceptowane, ale i poważane, to obowiązywały w nim pewne ograniczenia. Młodzieniec mógł ulegać adorującemu go starszemu mężczyźnie, nie mógł jednak sam szukać kontaktów seksualnych, a tym bardziej pobierać za takowe opłat – czy to jednorazowych, czy też w postaci utrzymania. Ajschines w swej mowie kreuje się na stróża moralności, oskarżając Timarchosa również o rozrzutność i korupcję.
Proces odbył się w roku 346/345 p.n.e. Zakończył się on zwycięstwem Ajschinesa, co może świadczyć o opinii, jaką cieszył się oskarżony (choć już 15 lat wcześniej był członkiem Rady Pięciuset). Po procesie, według antycznej tradycji, skazany Timarchos popełnił samobójstwo.

## Następstwa
Zwycięstwo w procesie było triumfem Ajschinesa nad Demostenesem. Do oskarżenia planowanego przeciwko swojemu przeciwnikowi Demostenes wrócił w 343 roku p.n.e. Proces ten znamy z mów obu adwersarzy – O poselstwie Ajschinesa i O przeniewierczym poselstwie Demostenesa.  

## Ważniejsze wydania, tłumaczenia i opracowania

### Wydanie
- Aeschines: Orationes. M.R. Dilts (opracowanie). Stutgardiae et Lipsiae: 1997, seria: Bibliotheca Scriptorum Graecorum et Romanorum Teubneriana. (stgr. • łac.). Brak numerów stron w książce

### Tłumaczenia
- Against Timarchus. W: Ajschines: The speeches of Aeschines, with an English translation by Charles Darwin Adams. Charles Darwin Adams (tłumaczenie). Cambridge–London: 1919, seria: The Loeb Classical Library. (ang.). Brak numerów stron w książce
- Aeschines, N. Fisher: Against Timarchos. Introduction, Translation and Commentary. Oxford: Clarendon Press, 2001. (ang.). Brak numerów stron w książce
- Contre Timarque. W: Eschine: Discour. V. Martin, G. Budé (tłumaczenie i opracowanie). T. I. Paris: 1927. (fr.). Brak numerów stron w książce
- Przeciw Timarchowi. W: Ajschines, Demostenes: Ajschinesa 1. Mowy: a) przeciw Tymarchowi – b) o przeniewierczym poselstwie – c) Przeciw Ktezyfontowi czyli o wieńcu; 2. Rzekomych listów dwanaście, oraz Demostenesa Mowy: a) o przeniewierczym poselstwie b) o wieńcu, czyli w obronie Ktezyfonta. Ludwik Małecki (tłumaczenie). Nowy Sącz: 1906. (pol.). Brak numerów stron w książce
- Przeciw Timarchosowi. W: Ajschines: Mowy. Włodzimierz Lengauer (przełożył, wstępem i przypisami opatrzył). Warszawa: Prószyński i S-ka, 2004, seria: Biblioteka Antyczna. ISBN 83-7337-855-3. (pol.). Brak numerów stron w książce

### Opracowania
Mowy Ajschyniosa nie były przez długi czas przedmiotem szczegółowego zainteresowania historyków. Mowy Przeciw Timurchowi dotyczą dwie publikacje. K.J. Dover potraktował ją jako źródło przy badaniu pederastii, zaś N. Fisher napisał do niej osobny komentarz wraz ze swoim tłumaczeniem.
- K.J. Dover: Greek Homosexuality, updated an with a new Postrcipt, Cambridge. Wyd. 2. Cambridge Mass.: Harvard University Press, 1989, s. 19–109. ISBN 978-0674362703. (ang.).